# Dage og nætter
Dage og nætter (russisk: Дни и ночи) er en sovjetisk film fra 1944 af Aleksandr Stolper.

## Medvirkende
- Vladimir Solovjov som Saburov
- Daniil Sagal som Vanin
- Jurij Ljubimov som Maslennikov
- Anna Lisjanskaja som Anja Klimenko
- Lev Sverdlin som Protsenko